# Яшкин, Иван Андреевич
Иван Андреевич Яшкин — советский хозяйственный и политический деятель.

## Биография
Родился в 1929 году в посёлке Ясная Поляна. Член КПСС.
Окончил Саратовский экономический институт.
С 1953 года — на хозяйственной, общественной и политической работе.
В 1953—1994 гг. — начальник планово-диспетчерского бюро цеха, заместитель начальника цеха по производству, начальник цеха шариковых подшипников, начальник отдела труда и заработной платы, начальник производственно-диспетчерского отдела, главный экономист, заместитель директора, директор 3-го Государственного подшипникового завода, генеральный директор производственного объединения «Третий государственный подшипниковый завод».
Депутат Верховного Совета СССР 10-го созыва. Делегат XXVII съезда КПСС.
Умер в 1994 году в Саратове.